# Гардабани
Гардаба́ни (груз. გარდაბანი, азерб. Qardabani) — город в крае Квемо-Картли в Грузии, в 33 км от Тбилиси. Центр Гардабанского муниципалитета.

## История

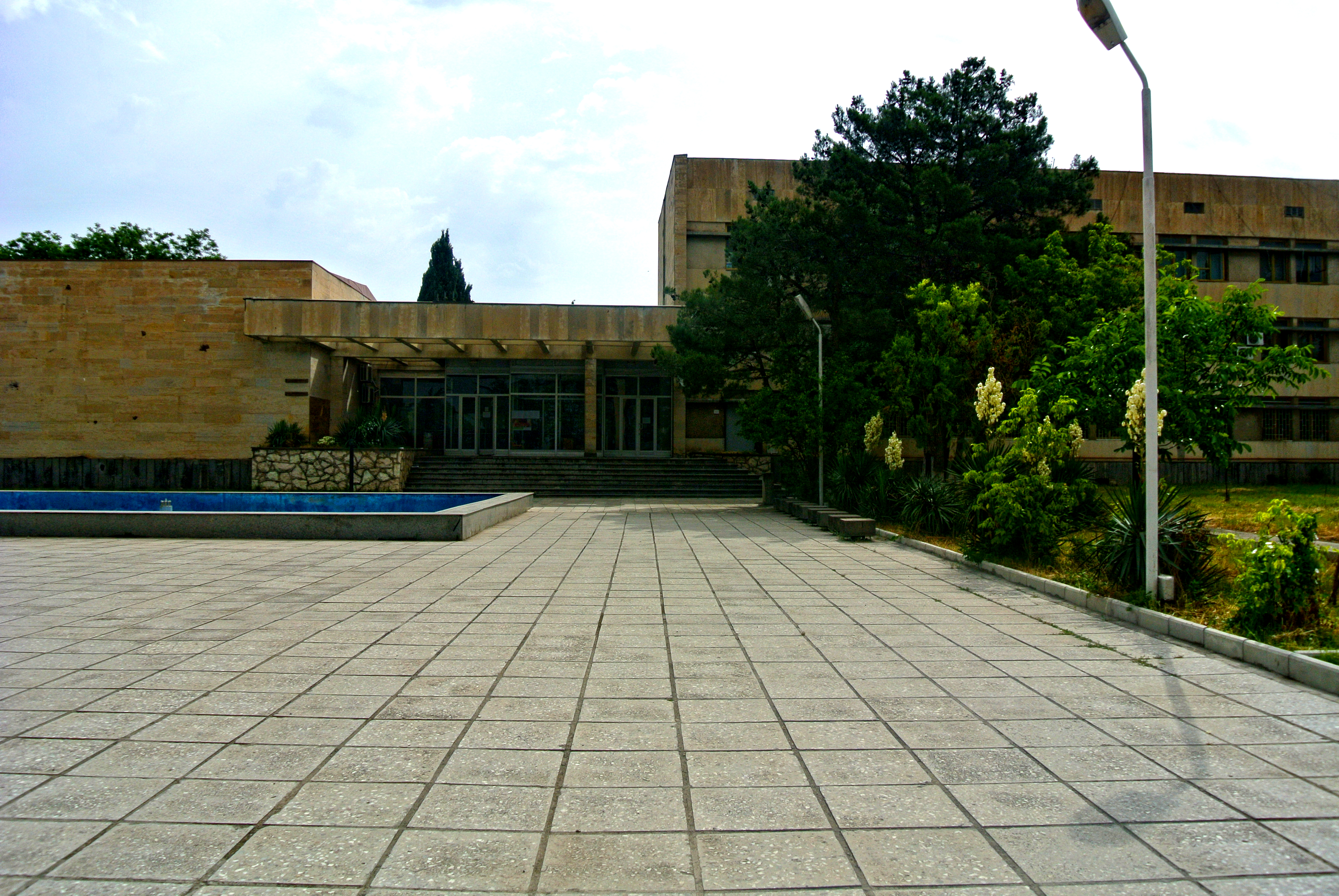
Здание Самоуправления Гардабанского муниципалитета
фото Звиада Авалиани

В начале XX века на территории города располагались азербайджанское село Каратапа (Карая, Караязы, ყარატაფა, Qaratapa; 904 чел. по переписи 1923 года) и айсорская деревня Васильевка (122 чел.). В 1947 году Каратапа была переименована в Гардабани по имени исторического Грузинского края, существовавшего на данной территории. В 1963 году получил статус поселка городского типа. В 1969 году посёлок Гардабани получил статус города. В 1981 году к городу Гардабани было присоединено село Ждановка. В городе имеется железнодорожная станция Гардабани Грузинской железной дороги и сортировочный парк для грузовых поездов, следующих из Азербайджана и обратно.
Марнеульский район — ворота в страну, тут находится самый оживлённый погранпереход — Красный мост, а в Гардабани находится ещё один погранпереход, железнодорожное КПП «Гардабани» и малоизвестный КПП «Вахтангиси».
С точки зрения истории Гардабанский район — основные «ворота» всех нашествий на Тбилиси. Особенно много событий произошло здесь в 1921 году, когда на территории района развернулась битва за Тифлис. Именно здесь произошла Крцанисская битва в 1795 году.
На позициях перед селом Красная армия простояла около 4 дней и только 23 февраля повторила атаку, уже с использованием бронепоездов и танков. Таким образом здесь развернулись самые ожесточённые сражения той войны.
Указом ПВС Грузинской ССР от 18 марта 1947 г. село Караязи переименовано в Гардабани.

## Население
В 1970 году в Гардабани проживало 9 тыс. жителей, а по переписи 1989 года население города составило 17 176 человек. На 2020 год его население составляло 11 400 человек. 
Примерно 63 % населения города — азербайджанцы, а 30 % грузины. Здесь также живут армяне (201 чел.), русские (147 чел.), осетины, украинцы, греки и др. В городе Гардабани также живут 272 ассирийца, частично сохраняющие в быту севернобохтанский язык. Это один из двух больших ассирийских населённых пунктов в Грузии.

## Экономика и энергия
Тбилисская ГРЭС, расположенная в Гардабани и построенная в 1978 году, обеспечивает Тбилиси большей частью тепла. 3-я дымовая труба электростанции достигает высоты 270 метров и является одним из самых высоких сооружений Грузии.